# Louis Cane
Pour les articles homonymes, voir Cane.
Louis Cane, né le 13 décembre 1943 à Beaulieu-sur-Mer (Alpes-Maritimes) et mort le 3 novembre 2024 à Paris, est un peintre et sculpteur contemporain français. Rattaché au groupe Supports/Surfaces au début de sa carrière, son travail a toujours oscillé entre l'abstration et la figuration en réinterprétant notamment les grandes œuvres de l'histoire de l'art.

## Biographie
Louis Cane naît le 13 décembre 1943 à Beaulieu-sur-Mer.
En 1961, Louis Cane entre à l'École nationale des arts décoratifs, à Nice, puis effectue deux années d'études à l'École nationale supérieure des arts décoratifs de Paris dont il est diplômé en 1964 dans la section « Peinture murale et fresques ».
En 1967-1968, il expose, avec Arman, Benjamin Vautier, Noël Dolla et Patrick Saytour, au Hall des Remises en question, nouveau lieu ouvert par Ben à Nice, une toile oblitérée par une série de cachets-tampons, sur toute la surface du papier (All-over), « LOUIS CANE ARTISTE PEINTRE ». Les Tampons constituent, avec les Papiers collés (papiers peints puis découpés en fines bandes et recollés sur feuille de kraft) les premiers travaux de l'artiste.
Pour la première exposition collective du groupe Supports/Surfaces, Claude Viallat refuse la participation de Louis Cane, qui distribue alors dans l'exposition, un texte théorique, contestant la cohérence du groupe, tract qui inaugure une série de polémiques et de contestations.
La revue, Peinture, cahiers théoriques, dont Louis Cane est l'un des fondateurs, parait en 1971, en même temps que s'accentuent les divergences au sein du groupe Supports/Surfaces. Il réalise cette même année, ses premières expositions personnelles à Paris (galerie Daniel Templon et galerie Yvon Lambert) et participe à la deuxième et troisième exposition du groupe Supports/Surfaces au Théâtre de la Cité internationale à Paris en avril, puis en juin au théâtre de Nice.
Jusqu'en 1975, Louis Cane continue ses séries abstraites : des Toiles découpées à compter de 1970, toiles sans châssis, étalées sur le sol, puis peintes par vaporisation et pliées en deux, enfin découpées et agrafées directement sur le mur suivies par les Toiles au sol de 1972, réflexion sur l'espace dans la peinture et sur le chromatisme, enfin les séries Sol/Mur de 1974-1975, des toiles noires saturées de couleur par pulvérisation.
Entre 1973 et 1978, il effectue de nombreux voyages en Italie, où les fresques de Raphaël au Vatican vont l'influencer, puis étudie la peinture classique, celle de Cimabue et de Giotto notamment.
En 1975 et 1976, il se met à pratiquer une peinture semi-abstraite : premiers dessins sur les Ménines et premières toiles peintes avec des arches, avec l'apparition de l'ange. En 1977, il fait partie de l'exposition « L'avant-garde 1960-1976 : trois villes, trois collections » exposition itinérante (Marseille, Grenoble, Saint-Étienne et Centre Georges-Pompidou à Paris) dans laquelle figuraient la plupart des artistes du mouvement Supports/Surfaces.
D'une peinture abstraite à un retour définitif à la figuration, en 1978, Louis Cane réfléchit sur l'histoire des formes picturales et se lance dans une figuration exacerbée de figures emblématiques, des femmes nues et écartelées, des accouchements, des Annonciations, des déjeuners sur l'herbe… Cane n'a jamais caché ses sources : Picasso, Manet, Monet, Goya, Rembrandt, Matisse, Frank Stella, Jackson Pollock, et enfin de Kooning.
La sculpture qu'il aborde dès 1978, est pour lui une discipline familière, depuis ses années d'apprentissage. Les statues, féminines presque exclusivement, renouent avec la pratique traditionnelle du modelage, et les formes se montrent alors tantôt burlesques, tantôt pathétiques, d'un expressionnisme baroque. On peut citer pour exemple la série des Ménines (inspiré entre autres de Velasquez), ou des Desmoiselles sur une balançoire.
Lors de la construction de la nouvelle cathédrale d'Évry, il réalise un tabernacle moderne, de forme cubique. Celui-ci est recouvert sur cinq faces de mosaïques inspirées de celles de la primitive Église. Les thèmes de la décoration sont les symboles utilisés par les premiers chrétiens : colombe, raisin, pain, poisson.
Louis Cane, qui fut élève des Arts décoratifs, est également un créateur de mobilier, cette activité représentant une part importante de sa création artistique à partir des années 1990.
Marié depuis les années 1970 à Nicole Cane, sculptrice animalière, il meurt à Paris le 3 novembre 2024 à l'âge de 80 ans,.

## Œuvres choisies
- Toile sur sol, 1973, huile sur toile libre, 640 × 242 cm, musée d'art de Toulon
- Accouchement, 1982, huile sur toile, 230,5 × 230 cm, musée d'art de Toulon
- Tabernacle en mosaïque, 1995, cathédrale d'Évry

## Principales expositions (sélection)
- 1977 : « Louis Cane », Centre Pompidou (Paris), Documenta 6 (Cassel)
- 1986 : « Pictura loquens, 25 ans d'art en France », Villa Arson-Centre national d'art contemporain de Nice
- 1987 : Collection du musée d'art moderne de Saint-Étienne et de Villeurbanne
- 1997 : « Made in France 1947-1997, 50 ans de création en France », Centre Pompidou, Paris
- 1998 : « Les Années Supports/Surfaces dans les collections du Centre Georges Pompidou », Galerie nationale du Jeu de Paume, Paris
- 1999 : « Décoration », musée Tecla Sala, Barcelone
- 2000 : 
  - « Supports/Surfaces », musée d’art contemporain de Tokyo
  - « Narcisse blessé », passage de Retz, Paris
  - « Nativités », peintures, Galerie 14, Paris
- 2001 : « Les Fleurs » puis « L’esprit des couleurs », Galerie 14, Paris
- 2002 :
  - « Une femme joue avec des Fly-Tox », Galerie 14, Paris
  - « Les années 70 : L’art en cause », CAPC - musée d'Art contemporain de Bordeaux
- 2003 : « Photos-peintures », Galerie 14, Paris
- 2004 : « Lapidation » puis « Nativités II peintures », Galerie 14, Paris
- 2005 : « Itinéris, a via Crucis for Ofena », Italie
- 2006 : peintures et sculptures, galerie Hélène Trintignant, Montpellier
- 2007 : peintures résine sur grillage, galerie LJ Beaubourg Fair, Paris
- 2008 : « Balançoire plastique », musée d'art moderne, Monaco
- 2009 : Art Élysée, Paris
- 2010 :
  - « Supports/Surfaces », FIAC, galerie Bernard Ceysson, Paris
  - « Peintures abstraites », galerie Bernard Ceysson, Luxembourg
  - Rétrospective, Centre d'art contemporain, Meymac
- 2011 : « Louis Cane - Claude Viallat », Art Paris, galerie Bernard Ceysson, Paris
- 2012 : Galerie Bernard Ceysson, Saint-Étienne
- 2013 :
  - « France-Italie », palazzo delle Promotrice delle Belle Arti, Turin
  - « Supports-Surfaces... et après », abbaye de Beaulieu-en-Rouergue
- 2014 : Galerie B.C. Beaubourg, Paris
- 2015 : Galerie Patricia Low, Gstaad